# 辰美
辰美（たつみ）は、日本のアニメーター、キャラクターデザイナー、アニメ監督。
主にアダルトアニメの作画監督、演出、監督を務める。

## 参加作品

### テレビアニメ
- ピーター・グリルと賢者の時間（2020年、監督[1]・絵コンテ・演出）
- ピーター・グリルと賢者の時間 Super Extra（時期未発表、監督・総作画監督）

### アダルトアニメ
2007年
- あねき… MY SWEET ELDER SISTER THE ANIMATION（2007年、キャラクターデザイン・作画監督・絵コンテ）

2008年
- あらいめんとゆ～ゆ～ THE ANIMATION（2008年、作画監督・演出）
- 戦乙女ヴァルキリー2（2008年、監督・キャラクターデザイン・総作画監督・絵コンテ）

2009年
- 水着彼女～THE ANIMATION～（2009年、監督・絵コンテ）

2010年
- お嬢様はHがお好き～THE ANIMATION～（2010年、監督・絵コンテ）
- 彼女が見舞いに来ない理由（わけ）（2010年、キャラクターデザイン・作画監督・絵コンテ）

2011年
- 少交女 THE ANIMATION（2011年、監督・キャラクターデザイン・絵コンテ）

2012年
- 好きで好きで、すきで THE ANIMATION（2012年、監督・キャラクターデザイン・絵コンテ）

2013年
- ガーデン THE ANIMATION（2013年、監督・キャラクターデザイン・絵コンテ）
- 小悪魔カノジョ THE ANIMATION（2013年、監督・キャラクターデザイン・絵コンテ）

2014年
- フェラピュア ～御手洗さん家の事情～THE ANIMATION 「朝から晩までしゃぶってあげる◆」（2014年、監督・キャラクターデザイン・総作画監督・絵コンテ）
- 聖娼女 THE ANIMATION （2014年、監督・キャラクターデザイン・総作画監督・絵コンテ）

2015年
- 彼女は誰とでもセックスする。（2015年、絵コンテ）
- 3Ping Lovers！☆一夫二妻の世界へようこそ♪ THE ANIMATION （2015年、監督・キャラクターデザイン・総作画監督・絵コンテ）

2016年
- ドロップアウト（2016年、監督・脚本・キャラクターデザイン・作画監督）

2017年
- レジデンス（2017年、監督・脚本・キャラクターデザイン・作画監督）

2019年
- あの団地の妻たちは… The Animation（2019年、監督・脚本・キャラクターデザイン・作画監督）